# Валенса, Лех
Лех Вале́нса (пол. Lech Wałęsa, польский: [ˈlɛɣ vaˈwɛ̃sa] (слушать)о файле; род. 29 сентября 1943, Попово, гмина Тлухово) — польский политический деятель, активист и защитник прав человека, первый руководитель профсоюза «Солидарность», президент Польши в 1990—1995 годах. Лауреат Нобелевской премии мира 1983 года.

## Биография
Родился 29 сентября 1943 года в селе Попово в семье плотника, на территории аннексированного нацистской Германией Поморского воеводства. Отец Болеслав Валенса был схвачен немецкими оккупационными войсками и отправлен в исправительно-трудовой лагерь ещё до рождения Леха. Незадолго до окончания войны в начале апреля 1945 года Болеслав вернулся домой тяжело больным человеком и уже 16 июня 1945 года скончался.
В 1961 году окончил профессиональное училище. С 1961 по 1965 год работал автомехаником, с июля 1967 года работал электриком на Гданьской судоверфи. В 1980 году создал первый в Восточной Европе неподконтрольный государству профсоюз — Солидарность.

### «Солидарность»

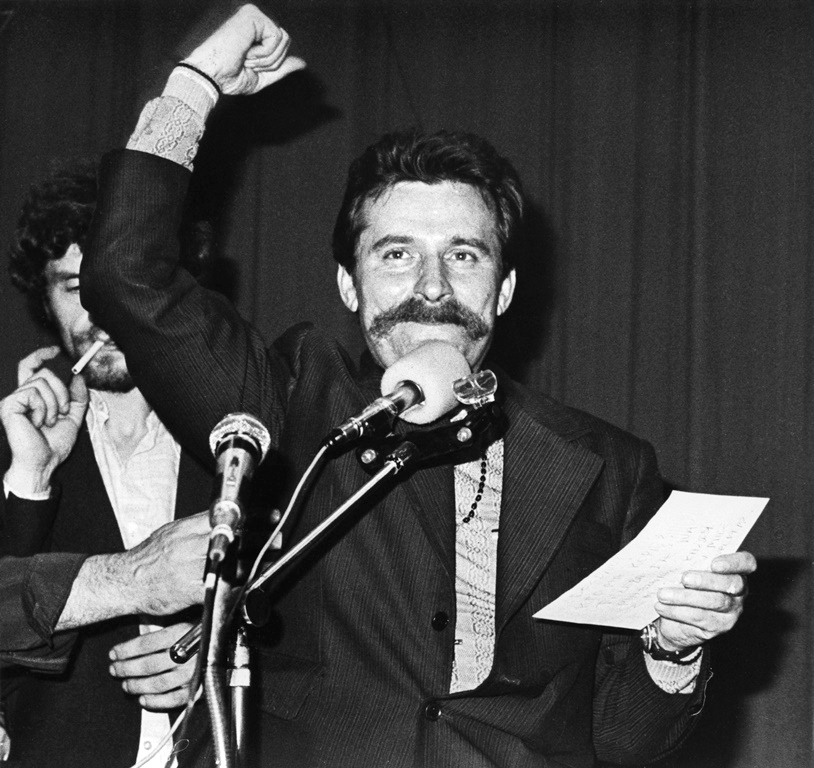
Председатель забастовочного комитета Лех Валенса в Гданьской судоверфи в августе 1980 года.

Увольнение Валенсы за активную профсоюзную деятельность наряду с нехваткой продовольствия и ростом цен привели в 1980 и 1981 годах к забастовкам, которые вызвали широкую поддержку «Солидарности» в различных слоях общества и вынудили правительство пойти на ряд уступок, в том числе предоставление рабочим права на свободную организацию в профсоюзы. В августе Валенса возглавил Межзаводской забастовочный комитет и подписал Гданьское соглашение с вице-премьером Ягельским.
В ночь на 13 декабря 1981 года председатель Совета Министров ПНР, Первый секретарь ЦК ПОРП, генерал Войцех Ярузельский ввёл военное положение и объявил «Солидарность» вне закона. В первые же дни военного положения более 3 тысяч ведущих активистов — включая Валенсу — были задержаны и направлены в центры интернирования. Вместе с большинством интернированных Валенса был освобождён 14 ноября 1982 года.
В 1983 году получил Нобелевскую премию мира, медаль которой передал в монастырь Ясна Гура в Ченстохове.
30 сентября 1986 года под председательством Валенсы был учреждён Временный совет «Солидарности». Началось воссоздание региональных профцентров. Власти формально не санкционировали легализацию «Солидарности», но в целом не чинили непреодолимых препятствий. 25 октября 1987 года группа активистов сформировала Национальный исполнительный комитет «Солидарности». Возглавил его Валенса. Эта структура консолидировала ту часть оппозиции, которая готова была к переговорам с властями. В то же время многие активисты стояли на позициях «Борющейся Солидарности» и выступали за бескомпромиссную борьбу с режимом.
В результате массового забастовочного движения весной-летом 1988 года руководство Польши было вынуждено взять курс на компромисс с «Солидарностью». 25 августа 1988 года министр внутренних дел Чеслав Кищак встретился с Валенсой в присутствии представителя польского епископата аббата Алоизия Оршулика. Валенса играл главную роль в переговорах с правительством в 1988 (беседы в Магдаленке) и 1989 (Круглый стол) годах. Результатом их стала легализация «Солидарности» и проведение полусвободных парламентских выборов в июне 1989 года, на которых «Солидарность» завоевала 99 из 100 мест в Сенате.
Хотя по итогам голосования коммунисты не теряли власть полностью (президентом оставался Ярузельский, силовые министерства сохранялись за ПОРП), а лишь делились значительной её долей с оппозицией, выборы были восприняты обществом как сокрушительное поражение режима. 7 августа 1989 года Валенса заявил о готовности «Солидарности» взять на себя руководство правительством. Переговоры Валенсы с руководством Объединённой крестьянской и Демократической партий (многолетних сателлитов коммунистического режима) привели в сложившейся ситуации к поддержке ими «Солидарности». 7 сентября к власти пришло первое некоммунистическое правительство Польши во главе с представителем «Солидарности» советником Валенсы Тадеушем Мазовецким.

### Президентство
На президентских выборах 1990 года в 47 лет Валенса после внушительной победы был избран президентом Польши во втором туре, набрав 74,25 % голосов. Перед ним стояли тяжёлые проблемы политической нестабильности и перехода Польши к свободной рыночной экономике.
В 1995 году Валенса проиграл выборы Александру Квасьневскому. В первом туре он занял второе место с 33,1 %, во втором туре набрал 48,3 %.

### После президентства
На президентских выборах 2000 года Валенса набрал 1,1 %.
29 сентября 2006 года Лех Валенса объявил о намерении вернуться в политику и создать новую партию. Он заявил: «Люди, которые когда-то боролись за независимость Польши, не могут согласиться с тем, что происходит сейчас. Мы боролись не для таких типов, как Качиньские, Леппер или Гертых».
4 июня 2022 года Лех Валенса прокомментировал конфликт между Польшей и ЕС, связанный с отказом Варшавы приостановить действие национального законодательства в части юрисдикции дисциплинарной палаты Верховного суда. В интервью он заявил: «Вместо того чтобы пойти на компромисс с Польшей, Евросоюз должен самораспуститься и через несколько мгновений создать новое сообщество на основе Германии и Франции, но без Польши и Венгрии».
В июле 2022 года в связи со вторжением России на Украину Лех Валенса призвал изменить политическую систему в России или сократить её население до 50 миллионов человек.
Громкой новостью стало объявление в июне 2025-года, о том, что бывший президент окончательно покидает польскую политику. Произошло это на фоне недавних президентских выборов, и недовольства их итогами.
В июле же экс-президент попал в госпиталь, предположительно из-за обострения сахарного диабета, которым он болеет с 2008-года.

## Критика
Некоторые высказывания Леха Валенсы стали крылатыми фразами, весьма популярными в народе, и получили собирательное название «валенсизмы». Впрочем, именно за эти высказывания он позднее критиковался. Профессор Ежи Бралчик так определил характер выражений Валенсы:
Он лингвистический оптимист, он считает, что слова будут означать то, что он хочет. Его специальность — антонимы [ … ] изначально была очень бодрящей, освобождала от политического новояза. Но потом приелось.
Бралчик также сказал:
Чаще всего его обвиняют в неясности, возникающей из-за непоследовательности и противоречий. Их, по сути, довольно много, хотя иногда они носят характер намеренных парадоксов — типично разговорных, таких как «да, то есть нет», «я слушал и не слушал» или риторических, таких как «я устрою порядок, то есть штурм»
Чрезмерное применение такого способа выражения мысли иногда упоминают как одну из причин почти полного провала Леха Валенсы на президентских выборах в 2000 году. Он был вызван не столько усталостью или отвращением общества (Валенса говорил так с самого начала своей политической карьеры), сколько с тем, что метафоры, сравнения и словесные шутки стали заменять содержание и аргументы, которых в его публичных выступлениях перестало хватать.
В интервью телеканалу TVN 24 1 марта 2013 года, Лех Валенса заявил, что гомосексуалы в парламенте должны сидеть отдельно от остальных депутатов и даже за стеной. За эти слова он подвергся критике со стороны некоторых депутатов Сейма.

## Семья
В браке с женой Данутой имеет 8 детей — 4 сыновей и 4 дочери. 9 января 2017 года третий сын Валенсы 43-летний Пшемыслав был найден мёртвым в своей квартире в Гданьске.

## Секретное сотрудничество со спецслужбами
18 февраля 2016 года польский государственный Институт национальной памяти (ИНП) заявил об обнаружении пакета с документами, подтверждавшими сотрудничество Валенсы со Службой безопасности ПНР. Документы, относящиеся к 1970—1976 годам, были переданы ИНП вдовой недавно умершего бывшего министра внутренних дел Польской Народной республики генерала Чеслава Кищака.
Досье состояло из двух папок: «личного дела» на 90 страницах, включавшего написанное от руки согласие на сотрудничество со Службой безопасности, подписанное Лех Валенса — «Болек» и рукописные расписки в получении денег, а также «отчёты о работе» на 279 страницах с многочисленными донесениями Болека и отчётами кураторов из спецслужб о встречах с ним. Как сообщил руководитель Института Лукаш Каминский, подлинность обнаруженных документов была подтверждена экспертом-архивистом. Позже Краковский Институт судебных экспертиз подтвердил подлинность документов, свидетельствующих о том, что Валенса был осведомителем госбезопасности. «Обязательство о сотрудничестве со службой госбезопасности, датированное 21 декабря 1970 года, было полностью написано Лехом Валенсой, как и 17 расписок в получении денег за переданную сотрудникам службы безопасности информацию… Выводы однозначны и не вызывают сомнений», — сообщил прокурор А. Позорский.
В запечатанном досье также находился конверт с письмом на имя директора (Архива новой истории) в Варшаве, написанным Чеславом Кищаком в апреле 1996 года. В письме экс-министр сообщает о документах, которые он собирается отправить в государственный архив, с целью предать огласке сотрудничество Валенсы со спецслужбами. Однако Кищак так и не отправил это письмо и документы.
По сообщениям СМИ, 16 февраля 2016 года, приблизительно через три месяца после смерти Кищака, его вдова Мария обратилась в Институт национальной памяти с предложением продать досье за 90 000 злотых. Руководство института, осознав историческую важность документов, сообщило в полицию, которая немедленно обыскала дом Кищаков и изъяла все найденные исторические документы.
Ранее обвинения в сотрудничестве Валенсы со спецслужбами были высказаны в книге «Служба безопасности и Лех Валенса. Дополнение к биографии» (SB a Lech Wałęsa: przyczynek do biografii), написанной польскими историками Славомиром Ценцкевичем и Петром Гонтарчиком и изданной в 2008 году. В ней, в частности, сообщается, что в 1993 году в канцелярию уже ставшего президентом Валенсы были запрошены из архивов его личные дела, но обратно эти папки вернулись с вырванными страницами. О секретном сотрудничестве Валенсы со Службой безопасности также сообщал президент Польши Лех Качиньский.
Сам Валенса всегда отрицал какое-либо сотрудничество со спецслужбами, а в 2000 году Варшавский суд заявил, что обвинения в сотрудничестве Валенсы со спецслужбами совершенно беспочвенны.
22 февраля 2016 года документы личного дела Валенсы были выставлены в читальном зале в Институте национальной памяти Польши.

## Высказывания
- В интервью BBC 4 мая 2014 сказал:

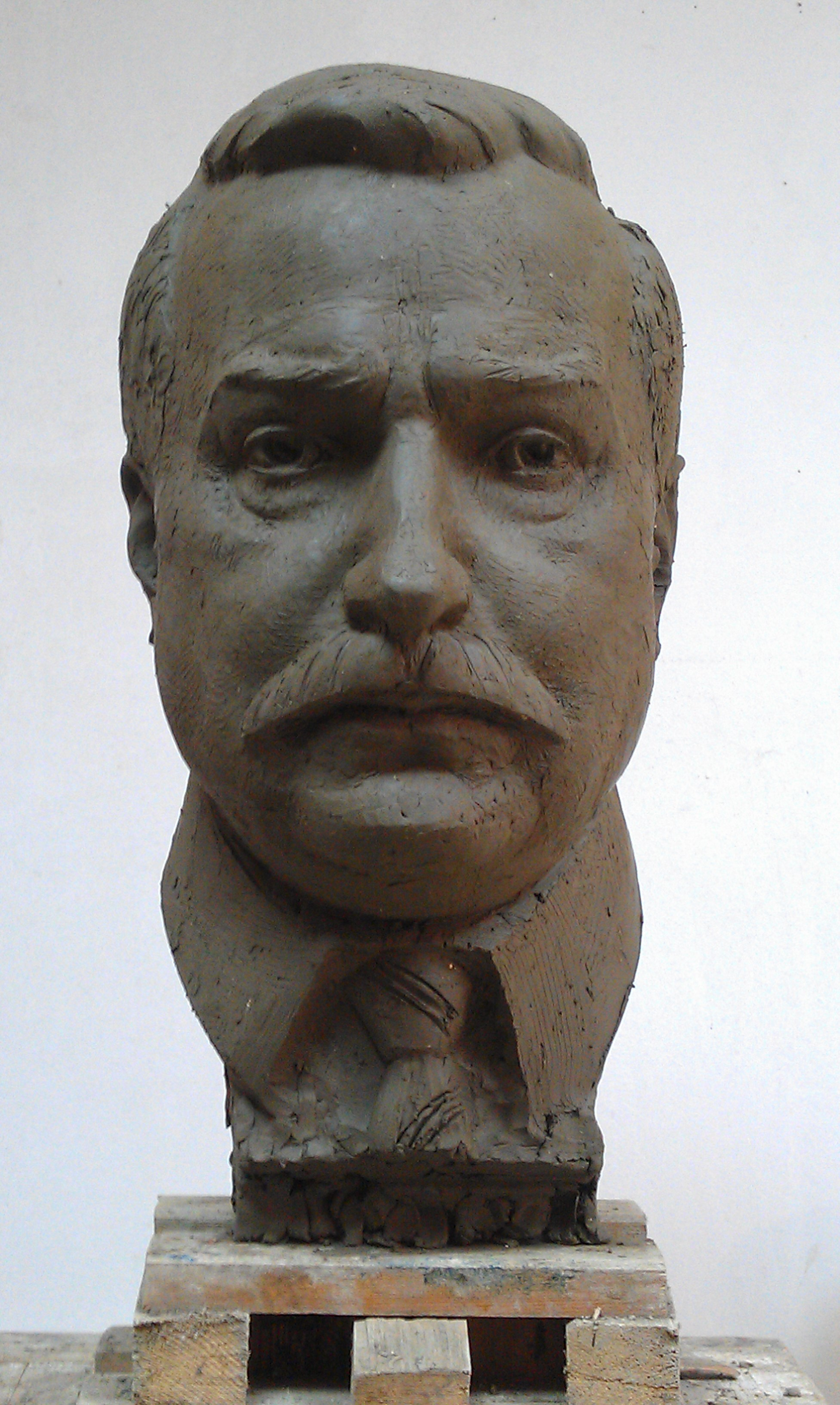
Скульптурный портрет Леха Валенсы, созданный с натуры в 2013 году к юбилею президента. Автор — скульптор Геннадий Ершов

Если бы мне сказали [в молодости], что я стану лидером, которому удастся победить коммунизм, я бы никогда не поверил. … Вот почему я самый счастливый человек в галактике.
Оригинальный текст (англ.)
If somebody had told me [when I was younger] that I would be the leader to bring down communism... I never would have believed them. That is why I am the happiest man in the whole galaxy

— «Lech Walesa:'My work here is done'»

## В искусстве
В 2013 году вышел фильм «Валенса. Человек из надежды» режиссёра Анджея Вайды, где рассказывается о политической карьере и личной жизни Леха Валенсы. Роль Валенсы исполнил Роберт Венцкевич.
В 2013 году в гданьской мастерской скульптор Ершов, Геннадий Алексеевич создал портрет Леха Валенсы под названием «Noblista».
Упомянут в песне «Новая патриотическая» группы Гражданская оборона, а также в «Подвиге разведчика» Александра Башлачёва. В 2017 году был упомянут в русской локализации фильма «Лига справедливости».

## Награды и премии

### Польские
Как президент Польши является кавалером:
- 1992 — ордена Белого орла (23 декабря 1992 года)
- 1992 — Большого креста ордена «Возрождения Польши» (23 декабря 1992 года)
- 2008 — Почётный знак «За заслуги перед Варминско-Мазурским воеводством»[пол.]

### Иностранных государств
- 1983 — Нобелевская премия мира за деятельность в поддержку прав рабочих.
- 1989 — Орден Франсиско Миранды 1 класса (Венесуэла)
- 1989 — Филадельфийская медаль Свободы (США)
- 1989 — Президентская медаль Свободы (13 ноября 1989 года, США)
- 1991 — Большой крест ордена Леопольда I (Бельгия)
- 1991 — Большой крест ордена Бани (Великобритания)
- 1991 — Большой крест ордена Почётного легиона (Франция)
- 1991 — Большой крест с цепью ордена Пия IX (Ватикан)
- 1991 — Большой крест ордена «За заслуги перед Итальянской Республикой» (6 февраля 1991 года, Италия)[24]
- 1993 — Большой крест ордена Белой розы (Финляндия)
- 1993 — Орден Слона (5 июля 1993 года, Дания)
- 1993 — Большая цепь ордена Свободы (11 мая 1993 года, Португалия)[25]
- 1993 — Орден Серафимов (16 сентября 1993 года, Швеция)
- 1994 — Большой крест ордена Заслуг (Венгрия)[26]
- 1994 — Орден Турецкой Республики (14 июля 1994 года, Турция)
- 1994 — Орден «Стара-планина» с лентой (18 июля 1994 года, Болгария) — за большой вклад в развитие болгаро-польских отношений и демократических процессов в Восточной Европе[27]
- 1994 — Большая цепь ордена Инфанта дона Энрике (18 октября 1994 года, Португалия)[25]
- 1994 — Орден «Мухунгва» (9 декабря 1994 года, Республика Корея)
- 1995 — Большой крест ордена святого Олафа (Норвегия)
- 1995 — Медаль Восточной Республики Уругвай (23 февраля 1995 года, Уругвай)
- 1995 — Большой крест ордена Южного креста (21 марта 1995 года, Бразилия)
- 1999 — Медаль Свободы «National Endowment for Democracy» (Вашингтон, США)[26]
- 1999 — Международная премия Свободы (Мемфис, США)[26]
- 1999 — Орден Белого льва I степени (Чехия)
- 2001 — Большой крест с золотой звездой ордена Христофора Колумба (9 мая 2001 года, Доминиканская Республика)[26]
- 2005 — Орден князя Ярослава Мудрого II степени (31 августа 2005 года, Украина) — за выдающийся личный вклад в развитие свободы и демократии в странах Центрально-Восточной Европы, весомую личную роль в поддержании демократических процессов в Украине, укрепление двусторонних украинско-польских отношений[28]
- 2006 — Орден Креста земли Марии I степени (6 февраля 2006 года, Эстония)[29]
- 2008 — Большой крест ордена Нидерландского льва (Нидерланды)
- 2009 — Особая степень ордена «За заслуги перед Федеративной Республикой Германия» (Германия)
- 2010 — Большой крест ордена Сантьяго и меча (30 января 2010 года, Португалия)
- 2010 — Большой крест ордена Крыла Святого Михаила (Португалия)
- 2011 — Большой крест ордена Витаутаса Великого (10 июня 2011 года, Литва)[30]
- 2013 — Большой крест Королевского и Хашимитского ордена Жемчужины (2 февраля 2013 года, Султанат Сулу, Филиппины)
- 2014 — Большой крест ордена Короны Румынии (Румыния)
- ? — Орден «За дипломатические заслуги» 1 класса (Республика Корея)
- ? — Орден Заслуг (Чили)
- ? — Орден Тимоти-Лесте (Восточный Тимор)
- ? — Медаль Независимости (Турция)[26]
- ? — Медаль ЮНЕСКО — (ООН)

## Увековечение имени
Первая в Польше улица Леха Валенсы появилась в селе Згожале в Поморском воеводстве в Картузском повяте в гмине Стенжица.

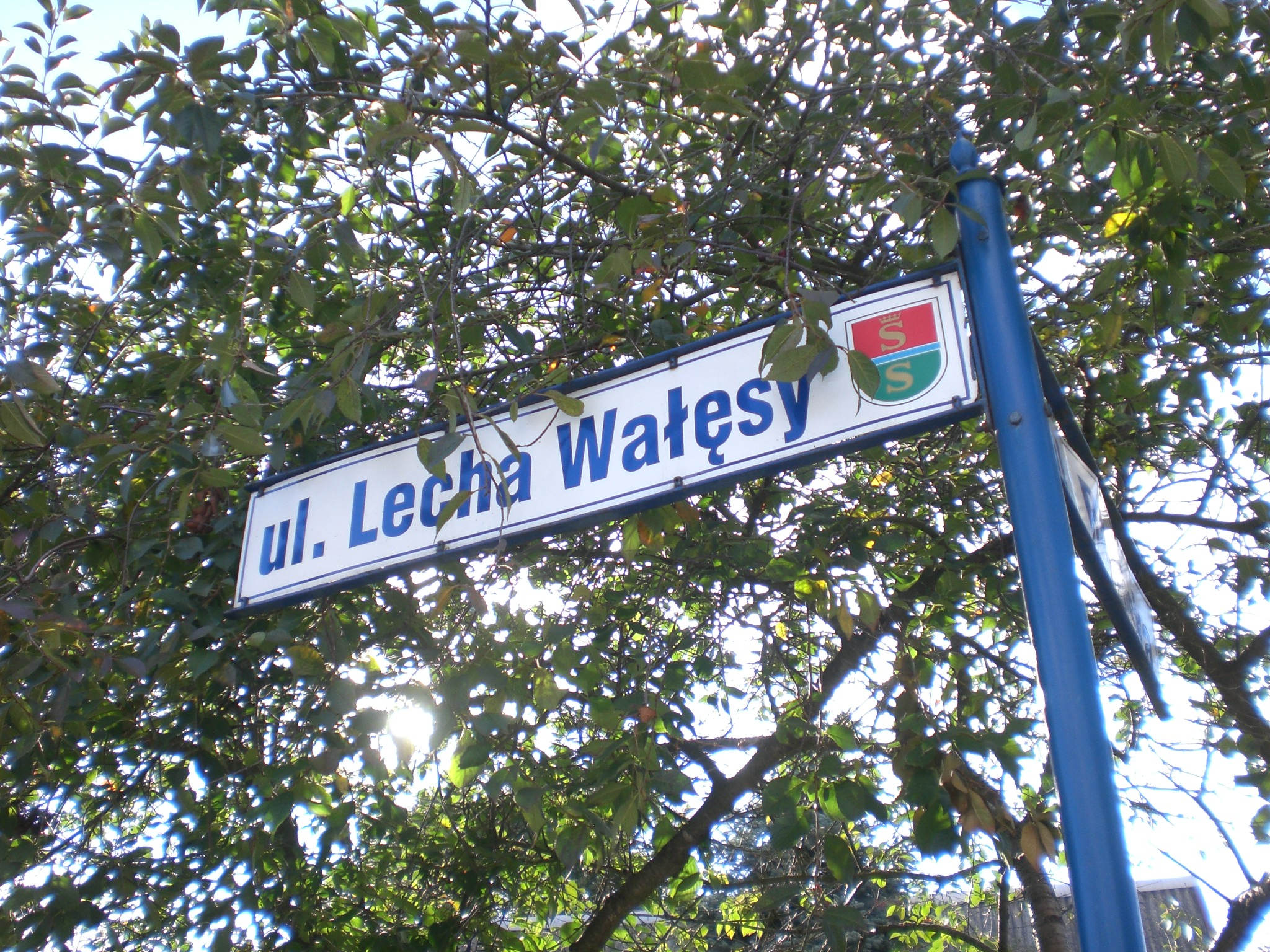
улица Леха Валенсы в селе Згожале

В 2004 году именем Леха Валенсы был назван Гданьский аэропорт.